# Samtgemeinde Bodenteich
La comunità amministrativa di Bodenteich (Samtgemeinde Bodenteich) si trovava nel circondario di Uelzen nella Bassa Sassonia, in Germania.
A partire dal 1º novembre 2011 è stata unificata nel Samtgemeinde Aue.

## Suddivisione
Comprendeva 3 comuni:
1. Bad Bodenteich (comune mercato)
2. Lüder
3. Soltendieck

Il capoluogo era Bad Bodenteich.